# Javatimalia
Javatimalia (Stachyris grammiceps) är en fågel i familjen timalior inom ordningen tättingar.

## Utseende
Javatimalian är en liten (12 cm) Stachyris-timalia, med rostbrun ovansida, mestadels vitaktig undersida och rätt mörkt huvud. På pannan är den svartgrå med vita strimmor, på bakre delen av hjässan och nacken mellangrå. Ovansidan är rostbrun, på vingovansida och stjärt mörlgrå med rostbruna fjäderkanter. Tygel, kinder och örontäckare är grå, ovan ögat syns ett kort vitt streck och ett gråaktigt område med vita fläckar på mustaschstrecket. Undertill är den vit på haka, strupe, bröst och bukmitt, på bröstsidor, flanker, "lår" och undergump mellangrå. Ögat är mörkrött till rödbrunt, näbben svartaktig med blågrå nedre näbbhalva och benen blågrå.

## Utbredning och systematik
Fågeln förekommer lokalt i skogar på västra Java. Den behandlas som monotypisk, det vill säga att den inte delas in i några underarter.

## Status
Javatimalian har ett litet och fragmenterat utbredningsområde. Den tros också minska relativt kraftigt till följd av skogsavverkningar. 
Internationella naturvårdsunionen IUCN kategoriserar arten som nära hotad.